# Monte Ramelau
O monte Ramelau ou Foho Ramelau, em tétum, é a mais alta montanha da ilha de Timor e o ponto mais alto de Timor-Leste, com 2.963 m de altitude. A montanha localiza-se aproximadamente 120 km a sul da capital, Díli, no suco Baboi Leten, posto administrativo de Atsabe, município de Ermera, e é relativamente fácil escalá-la em três ou quatro horas a partir da localidade de Hatu Builico (município de Ainaro).
O pico Tatamailau, conhecido em tétum como “Foho Tatamailau”, é o ponto mais alto da montanha, que é formada por vários outros picos.
Em dialecto mambai, um dos muitos de Timor-Leste e língua nativa da região de Ainaro, Tatá Mai significa “avô” e Lau, “monte”, ou seja, “o avô dos montes”. Segundo a crença local, quando uma pessoa nativa dessa região morre, seu espírito vai para o alto do Tatamailau.
No livro Timor: subsídios para a sua história, de 1944, há a seguinte citação sobre o Romelau:
No ponto mais elevado do monte Ramelau, a cerca de 3.000 metros de altitude, a cota mais alta do império português, foi estabelecido um dos vértices de triangulação, aí assentando-se um marco com uma placa na base, em que se inscreveu esta legenda: ‘Portugal – alto Império que o sol logo em nascente vê primeiro.’
Durante o período colonial esta era a mais alta montanha de Portugal, e hoje o Ramelau é o segundo ponto mais alto de todas as ex-colônias portuguesas, após o pico da Neblina, no Brasil, o qual atinge 2.993 m.
A montanha e área circundante estão consideradas pela BirdLife International como Área Importante para a Preservação de Aves.

## Galeria

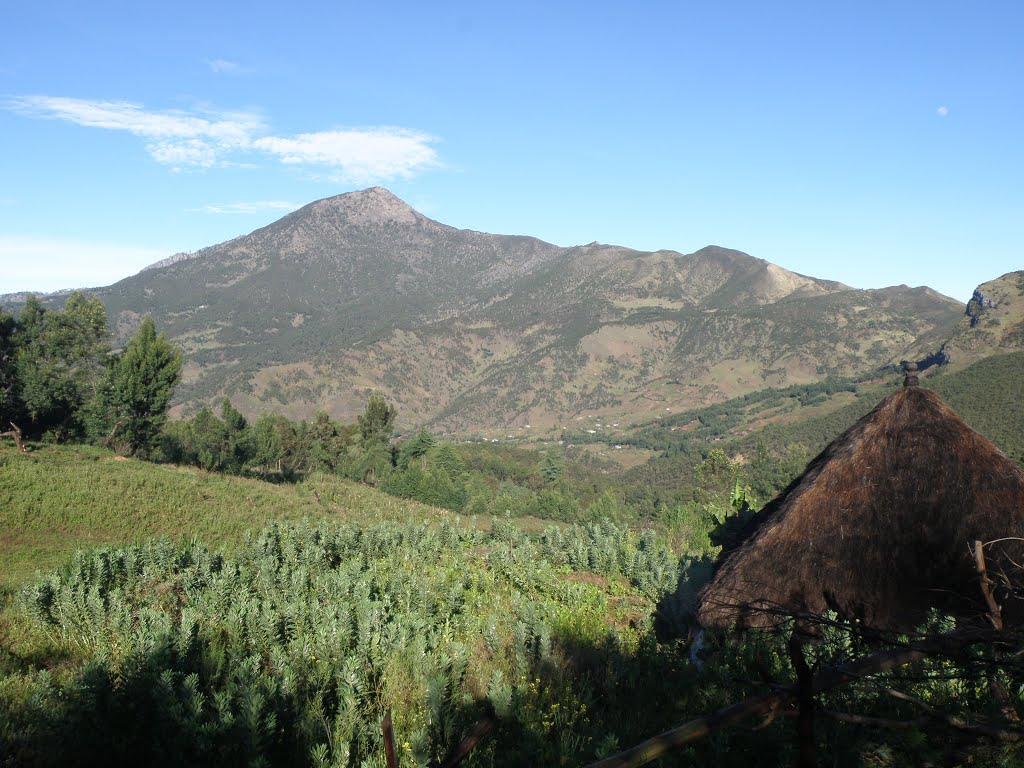
O monte em um dia claro.
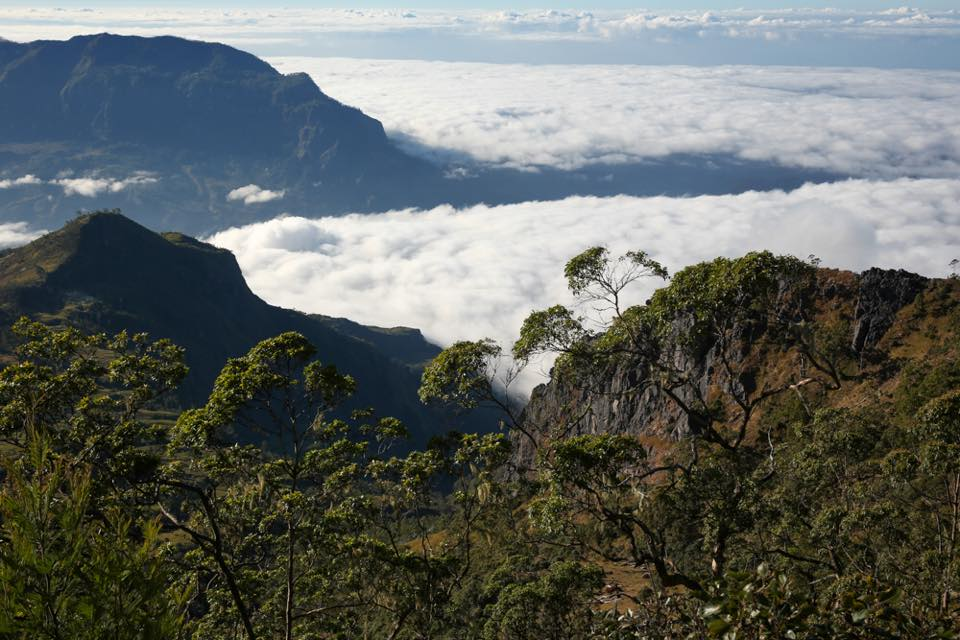
Vista de cima do cume
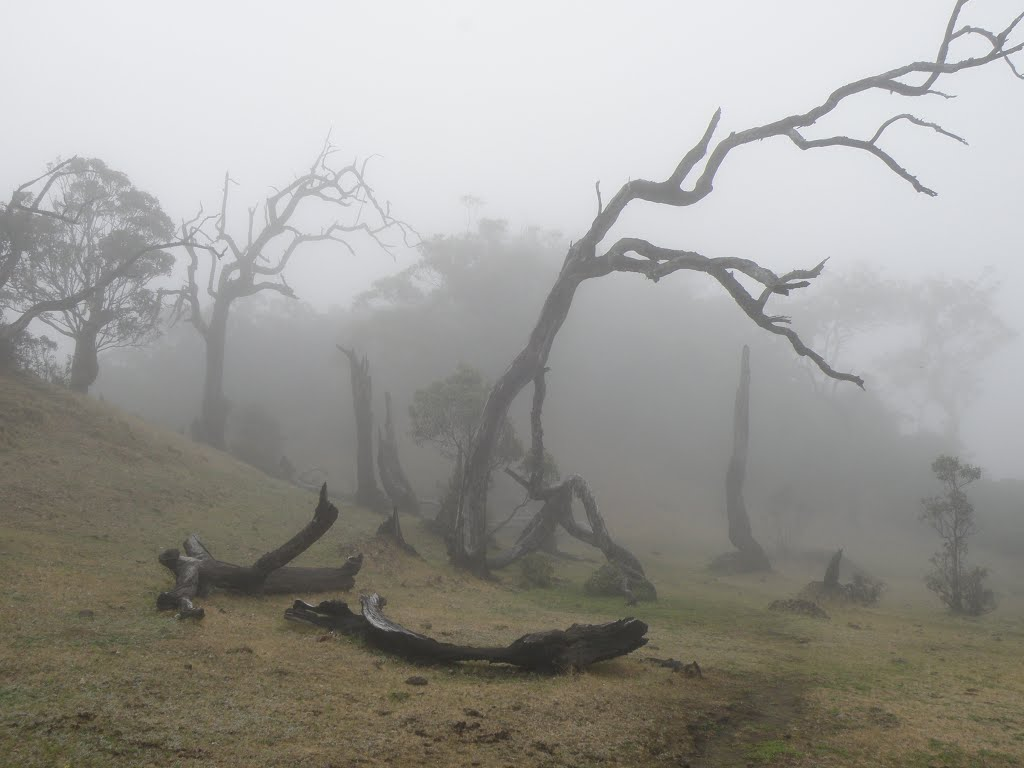
A montanha coberta de névoa
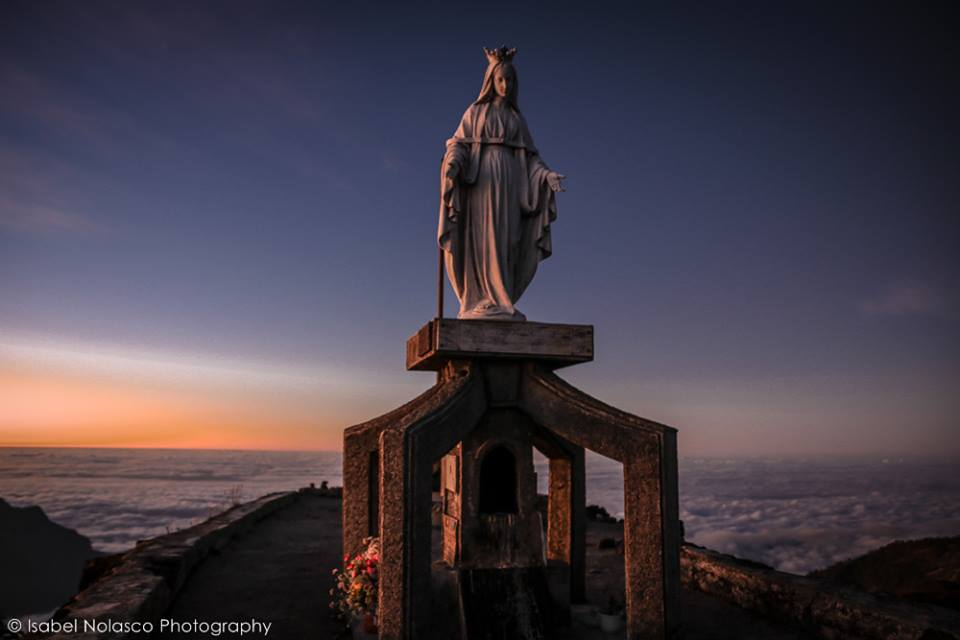
Aurora no Ramelau: a estátua da Virgem Maria repousa sobre o cume.